# Paul Cooke
‌
Pour les articles homonymes, voir Cooke.
Pas d'image ? Cliquez ici

a Compétitions nationales et continentales officielles uniquement.

b Matchs officiels uniquement.
Paul James Cooke, né le 9 janvier 1967 à Hastings, est un joueur néo-zélandais de rugby à XV évoluant au poste d'ailier ou de centre.

## Biographie
Paul Cooke est le meilleur marqueur d'essais de l'histoire d' Otago Rugby avec un total de 73 essais en 107 match de 1990 à 1996, avec notamment 16 essais inscris lors de la saison 1994-1995.
Il joue aussi notamment au FC Grenoble et dispute une demi-finale de championnat de France en 1998-1999 et participe l'année suivante à la Coupe d'Europe où Grenoble sera la seule équipe à battre les Anglais des Northampton Saints, futurs vainqueurs de l’épreuve.

## Palmarès
- En championnat de France :
  - Demi-finaliste en 1999 (avec le FC Grenoble)